# Estación de Immensee
La estación de Immensee es una estación ferroviaria de la localidad suiza de Immensee, perteneciente a la comuna suiza de Küssnacht am Rigi, en el Cantón de Schwyz.

## Historia y situación
La estación de Immensee fue inaugurada en el año 1882 con la puesta en servicio al completo de la línea Immensee - Chiasso, más conocida como la línea del Gotardo y también entre en marcha el tramo Rotkreuz - Immensee de la línea Rupperswil - Immensee, conocida como Aargauische Südbahn. En 1897, se inaugura la línea Lucerna - Immensee, que servía de conexión a Lucerna con la línea del Gotardo.
Se encuentra ubicada en las afueras del sur del núcleo urbano de Immensee. Cuenta con dos andenes, uno central y otro lateral, a los que acceden tres vías pasantes. Además existe una cuarta vía pasante, y un par de vías toperas.
En términos ferroviarios, la estación se sitúa en las líneas Immensee - Chiasso, Rupperswil - Immensee y  Lucerna - Immensee. Sus dependencias ferroviarias colaterales son la estación de Rotkreuz hacia Rupperswil, la Estación de Arth-Goldau en dirección Chiasso, y la estación de Küssnacht am Rigi hacia Lucerna.

## Servicios ferroviarios
Los servicios ferroviarios de esta estación están prestados por SBB-CFF-FFS.

### S-Bahn Lucerna
Por la estación pasa una línea de la red de trenes de cercanías S-Bahn Lucerna.
- S 3 Lucerna - Lucerna Verkehrshaus - Meggen - Küssnacht am Rigi - Arth-Goldau - Brunnen - Erstfeld.